# Pavlovskeola
Pavlovskeola är ett släkte av kräftdjur. Pavlovskeola ingår i familjen Nannastacidae.
Kladogram enligt Catalogue of Life:
| Pavlovskeola | \| \| Pavlovskeola bicostata \| \| \| \| \| \| Pavlovskeola campylaspoides \| \| \| \| |
|              | \| \| Pavlovskeola bicostata \| \| \| \| \| \| Pavlovskeola campylaspoides \| \| \| \| |
|              | Almyracuma                                                                             |
|              |                                                                                        |
|              | Bathycampylaspis                                                                       |
|              |                                                                                        |
|              | Campylaspensis                                                                         |
|              |                                                                                        |
|              | Campylaspides                                                                          |
|              |                                                                                        |
|              | Campylaspis                                                                            |
|              |                                                                                        |
|              | Claudicuma                                                                             |
|              |                                                                                        |
|              | Cubanocuma                                                                             |
|              |                                                                                        |
|              | Cumella                                                                                |
|              |                                                                                        |
|              | Cumellopsis                                                                            |
|              |                                                                                        |
|              | Elassocumella                                                                          |
|              |                                                                                        |
|              | Nannastacus                                                                            |
|              |                                                                                        |
|              | Paracampylaspis                                                                        |
|              |                                                                                        |
|              | Platycuma                                                                              |
|              |                                                                                        |
|              | Procampylaspis                                                                         |
|              |                                                                                        |
|              | Scherocumella                                                                          |
|              |                                                                                        |
|              | Schizocuma                                                                             |
|              |                                                                                        |
|              | Schizotrema                                                                            |
|              |                                                                                        |
|              | Styloptocuma                                                                           |
|              |                                                                                        |
|              | Pavlovskeola bicostata                                                                 |
|              |                                                                                        |
|              | Pavlovskeola campylaspoides                                                            |
|              |                                                                                        |

|  | Pavlovskeola bicostata      |
|  |                             |
|  | Pavlovskeola campylaspoides |
|  |                             |